# Ter Laan
Pour les articles homonymes, voir Ter et Laan.
Ter Laan est un village qui fait partie de la commune de Het Hogeland dans la province néerlandaise de Groningue.